# Adna R. Chaffee, Sr.
Adna Romanza Chaffee Senior née le 4 avril 1842 à  Fairfield (Iowa), Ohio et décédé le 1er novembre 1914 à Los Angeles, Californie  fut un général dans l'Armée de terre des États-Unis.

## Biographie
Il est le père du général Adna Romanza Chaffee.
Chaffee est né à Fairfield (Iowa), dans l'Ohio. Lorsque la guerre de Sécession éclate en juillet 1861, Chaffee s'enrôlé dans l'armée de l'Union dans le 6e régiment de cavalerie (États-Unis).
En 1862, Chaffee a été promu au grade de sergent et a pris part à la Bataille d'Antietam. En septembre, il est le premier sergent de la compagnie K. Il le commande en tant que sous-lieutenant en mai 1863. Sa cavalerie est détachée au général John Buford, mais en infériorité numérique pour attaquer un régiment de cavalerie confédérée à Fairfield, en Pennsylvanie, proche de Gettysburg, le 3 juillet 1863. Dans l'action suivante, il est blessé et brièvement détenu prisonnier par les Confédérés. Il a servi dans la 6e cavalerie le restant de la guerre, étant blessé deux fois. En février 1865, il est promu premier lieutenant.
Chaffee décide de rester dans l'armée après la guerre. Il est affecté à la frontière occidentale, et en octobre 1867 est promu au grade de capitaine. Au cours des trente années suivantes, il sert dans les guerres indiennes, la lutte contre les plaines centrales et les tribus du sud-ouest. Il affronte les Indiens à plusieurs reprises, notamment à Red River, au Texas en 1874 et à Big Dry Wash, dans l'Arizona en 1882. En juillet 1888, il est promu au grade de major et transféré dans la 9e cavalerie. De 1894 à 1896, il a été instructeur de tactiques de l'infanterie de l'armée à l'école de cavalerie à Fort Leavenworth. En juin 1897, il est promu au grade de colonel et transféré au 3e de cavalerie, où il sert en tant que commandant de l'école de cavalerie à Fort Riley jusqu'en 1898.
Avec le déclenchement de la guerre hispano-américaine en 1898, il est affecté à une brigade et est promu au grade de général de brigade des volontaires en mai de cette année, et en juillet, après la victoire à la bataille d'El Caney, il est nommé au grade de général des volontaires. De 1898 à mai 1900, il sert comme chef de cabinet du gouverneur militaire de Cuba, le général Leonard Wood.
En juin 1900, durant la révolte des Boxers en Chine. Chaffee est envoyé en Chine en juillet en tant que commandant de l'expédition de secours de l'armée américaine. L'expédition était une partie de la force internationale envoyée pour secourir les citoyens occidentaux et mater la rébellion. Chaffee a participé à l'expédition Gaselee et par la suite de la bataille de Pékin (1900).
En février 1901, il devient général dans l'armée régulière. De juillet à octobre 1902, il sert comme gouverneur militaire des Philippines. Cela comprenait le début de la deuxième phase de l'insurrection des philippines. En octobre 1902, il devient commandant du département de l'Orient, un poste qu'il a occupé jusqu'en octobre 1903.
En janvier 1904, il est promu au grade de lieutenant général et, à partir du 9 janvier 1904 à janvier 14 1906, il sert en tant que chef d'état-major de l'armée des États-Unis. À sa demande, il a pris sa retraite le 1er février 1906.
Durant sa retraite, il a déménagé à Los Angeles, où il a été nommé président du Conseil des travaux publics pour la ville de Los Angeles.

## Grades
| Rang                         | Date            | Armée                         |
| ---------------------------- | --------------- | ----------------------------- |
| Étudiant                     | 22 July 1861    | Armée de l'Union              |
| Sergent                      | 1862            | Armée de l'Union              |
| Sergent-chef                 | Septembre 1862  | Armée de l'Union              |
| Sous-lieutenant              | 13 mars 1863    | Armée de l'Union              |
| Lieutenant (grade militaire) | 22 février 1865 | Armée de l'Union              |
| Capitaine                    | 12 octobre 1867 | Armée de terre des États-Unis |
| Major                        | 7 juillet 1888  | Armée de terre des États-Unis |
| Lieutenant Colonel           | 1er juin 1897   | Armée de terre des États-Unis |
| Brigadier général            | 4 mai 1898      | Armée de volontaires          |
| Major-général                | 8 juillet 1898  | Armée de volontaires          |
| Colonel                      | 8 mai 1899      | Armée de terre des États-Unis |
| Major-général                | 4 février 1901  | Armée de terre des États-Unis |
| Lieutenant général           | 9 janvier 1904  | Armée de terre des États-Unis |